# Lijst van rivieren in Noord-Macedonië

Kaart van Noord-Macedonië met de belangrijkste rivieren.

Dit is een lijst van de belangrijkste rivieren en stroomgebieden in Noord-Macedonië.

## Stroomgebieden in Noord-Macedonië
| Stroomgebied    | Oppervlakte in km² | Oppervlakte in % | Hoofdrivier    |
| --------------- | ------------------ | ---------------- | -------------- |
| Egeïsche Zee    | 22 319             | 86,80            | Vardar         |
| inclusief:      | 20 535             | 79,86            | Vardar         |
|                 | 1535               | 5,97             | Strumica       |
|                 | 129                | 0,50             | Lebnica        |
|                 | 120                | 0,47             | Doiran         |
| Adriatische Zee | 3350               | 13,03            | Zwarte Drin    |
| Zwarte Zee      | 44                 | 0,17             | Binačka Morava |

### Egeïsche Zee
- Vardar
  - Treska
    - Golema Reka

  - Lepenac
    - Nerodimka

  - Kadina Reka
  - Pčinja
    - Kriva Reka

  - Topolka
  - Babuna
    - Crnička Reka

  - Bregalnica
    - Zrnovska Reka
    - Kriva Lakavica

  - Crna Reka
    - Šemnica
    - Dragor
    - Raec

  - Bošava
    - Dosznica

  - Stragarnica
  - Anska Reka
  - Konska Reka
- Strymon (in Bulgarije) 
  - Lebnica
  - Strumica
    - Stara Reka
- Doiran

### Adriatische Zee
- Drin (in Albanië) 
  - Zwarte Drin
    - Prespa
    - Ohrid
    - Sateska Reka
      - Golema Reka

    - Radika
      - Derven

### Zwarte Zee
- Dunaj (in Servië) 
  - Južna Morava (in Servië) 
    - Binačka Morava